# Francesco Barozzi
Pour les articles homonymes, voir Barozzi.
Francesco Barozzi (latinisé en Franciscus Barocius ; né le 9 août 1537 à Candie, auj. Héraklion, en Crète, mort le 23 novembre 1604 à Venise) est un mathématicien et un astronome italien de la Renaissance. Le cratère lunaire Barocius a été nommé en son honneur.

## Biographie
Francesco Barozzi, fils d'un noble vénitien nommé Jacopo Barozzi, étudia les mathématiques à l'Université de Padoue, et passa le reste de son existence à Venise. Les terres qu'il hérita de son père en Crète, lui assuraient une rente annuelle de 4 000 ducats, si bien qu'il pouvait se consacrer à ses travaux de recherches sans avoir besoin de briguer des positions académiques. Il donna toutefois des conférences en 1559 à l'université de Padoue sur le De sphæra de Sacrobosco.

### L'humaniste
Barozzi traduisit plusieurs œuvres des Anciens, dont le Commentaire sur les Éléments d'Euclide de Proclus (paru à Venise en 1560), et les œuvres mathématiques de Héron d'Alexandrie, Pappus d'Alexandrie, et Archimède. Il joua un rôle considérable dans la redécouverte des éléments d'Euclide, et était en correspondance avec plusieurs mathématiciens, dont le marquis Guidobaldo del Monte et le jésuite allemand Christopher Clavius.
En tant qu'helléniste, il recueillit plusieurs inscriptions pétrographiques à travers la Crète. Sa collection d'inscriptions lapidaires, couvrant des sujets très variés, fut complétée et publiée après sa mort par son neveu et héritier Jacopo Barozzi (1562-1617). L'université d'Oxford en fit l'acquisition en 1629. Elle est aujourd'hui conservée à la Bodleian Library.

### Procès en sorcellerie
Vers 1583, Barozzi fut entendu une première fois par l'Inquisition pour un motif inconnu et fut jugé coupable. En 1587, il fut accusé d'apostasie, d'hérésie, et de pratiques occultes ayant provoqué une tempête en Crète. Reconnu de nouveau coupable, il dut verser 100 ducats et fut condamné à la prison avec sursis.

## Œuvres

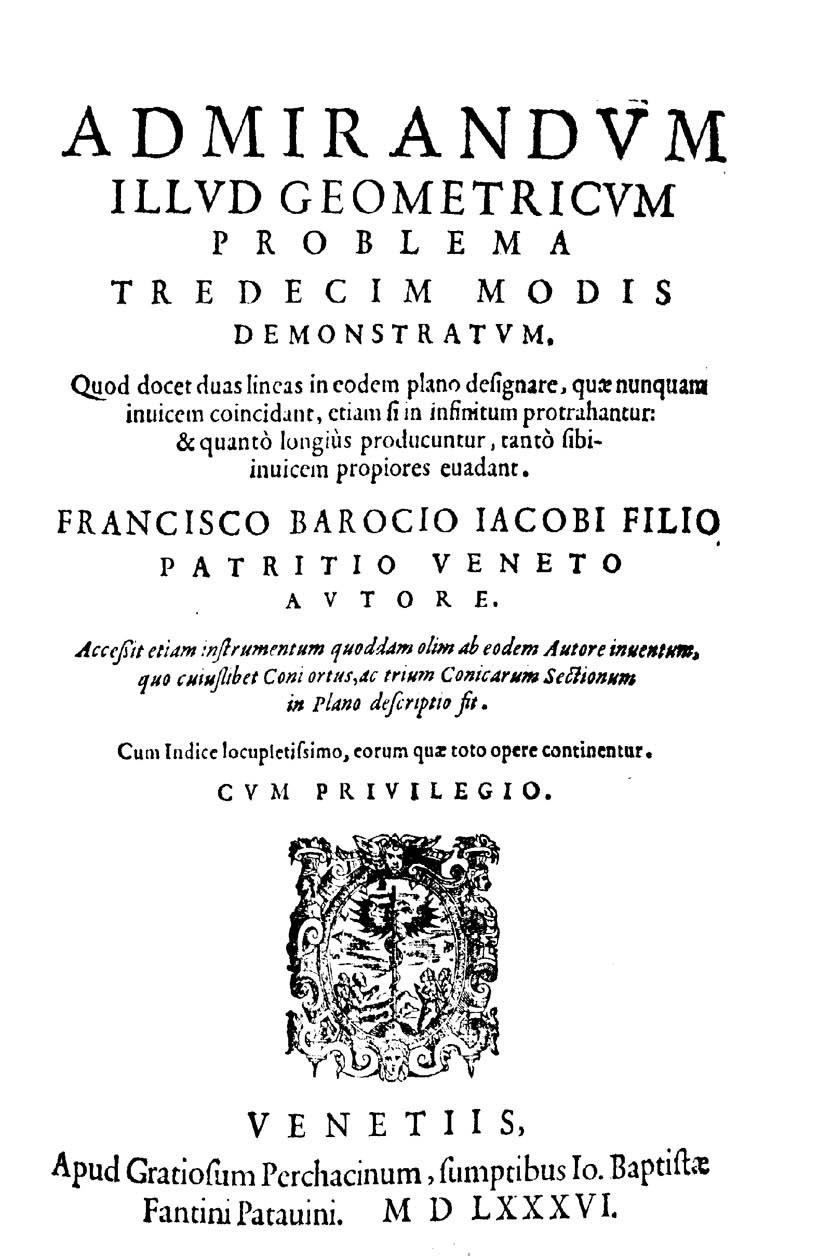
Admirandum illud geometricum problema tredecim modis demonstratum, 1586

### Mathématiques
- Cosmographia in quatuor libros distributa summo ordine, miraque facilitate, ac brevitate ad magnam Ptolemaei mathematicam constructionem, ad universamque astrologiam institutens (1585), dédié au duc d'Urbino.  Cet ouvrage traite de cosmographie et du système de Ptolémée.
- Admirandum illud geometricum problema tredecim modis demonstratum quod docet duas lineas in eodem plano designare, quae nunquam invicem coincidant, etiam si in infinitum protrahantur: et quanto longius producuntur, tanto sibiinuicem propiores euadant (1586). Ce traité de géométrie présente treize façons de mener une droite parallèle à une droite donnée.
- Opusculum: in quo una Oratio et due Questiones, altera de Certitudine et altera de Medietate Mathematicarum continentur. Dans ce livre, Barozzi proclame que « la certitude des mathématiques tient à la rigueur syntaxique des démonstrations. »[2]
- Rythmomachia (1572), dédié à Camille Paleotti, un sénateur de Bologne, présente un jeu mathématique, la « Rithmomachie », appelé également  « jeu du philosophe ».

### Traductions
- Pronostico Universale di tutto il mondo (Bologne, 1566), est la traduction d'un recueil d'almanach (de prophéties) de Nostradamus pour les années 1565-1570.
- Oracula Leonis (1577), est la traduction d'un recueil de prophéties à clef attribuées à l'empereur byzantin Léon VI le Sage. La traduction est dédiée au gouverneur crétois Giacomo Foscarini.

## Vor aussi